# Seno occipital
 El seno occipital es el más pequeño de los senos venosos durales (también conocidos como senos craneales).
Está situado en el margen adjunto del falx cerebelli, y es generalmente único, pero ocasionalmente hay dos.
Comienza alrededor del margen del foramen magnum por varios pequeños canales venosos, uno de los cuales se une a la parte terminal del seno transverso; se comunica con los plexos venosos internos posteriores y termina en la confluencia de los senos.
Los senos occipitales fueron descubiertos por Guichard Joseph Duverney.

## Imágenes adicionales

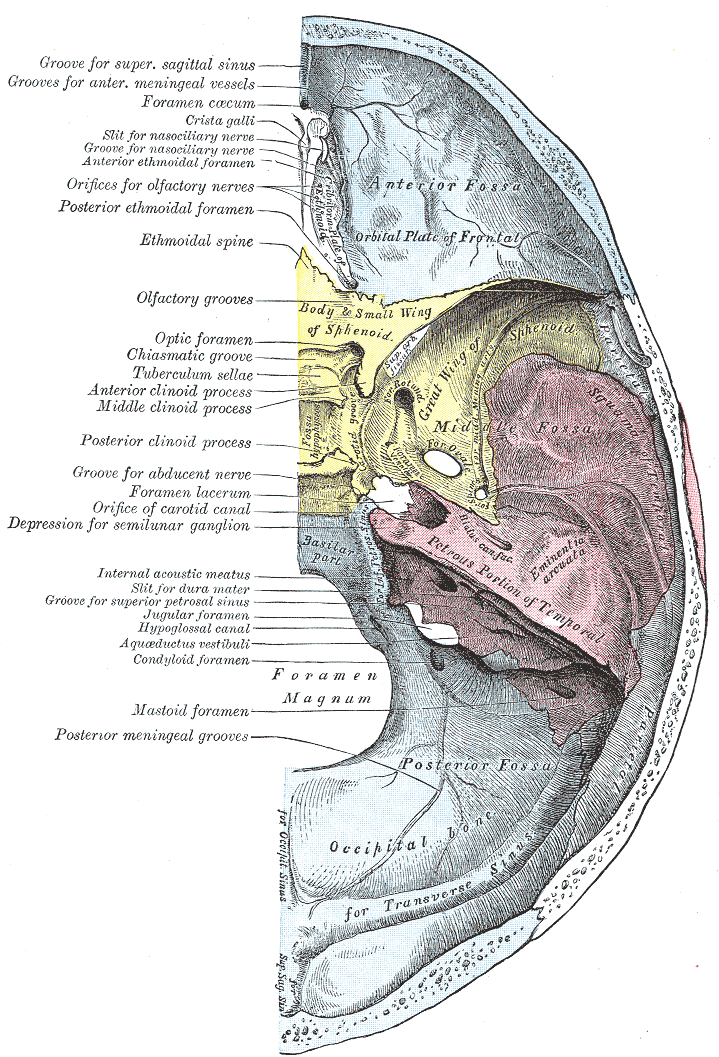
Base del cráneo. Superficie superior.